# 元成工業
元成工業股份有限公司（英語：YUAN CHERNG IND. CO., LTD.），簡稱元成工業，是一家位於台灣彰化的汽車、機車零組製造業，屬「KOK國際企業集團」。西元1965年10月20日由董事長許書元所建立。該公司在臺灣及中國大陸設有製造工廠，主要生產油封、O型環和汽機車零件。

## KOK國際企業集團
台灣廠區
- 福興一廠:彰化縣福興鄉彰鹿路七段459巷102弄6之1號
- 福興二廠:彰化縣福興鄉彰鹿路七段529號、539號、585巷25弄55號
- 新生廠:彰化縣福興鄉彰鹿路六段414巷14號、14-1號、15號
- 彰濱廠:鹿港彰濱工業區鹿工路20號

大陸廠區
- 昆山廠:昆山市花橋鎮花安路8號

## 資料來源
1. ↑  .   [2018-06-21]. （原始内容存档于2018-06-20）.
2. ↑  . 河南省優秀民辦高等教育院校.   [2018-06-16]. （原始内容存档于2018-06-21） （中文（简体））.
3. ↑  .   [2018-06-16]. （原始内容存档于2020-01-08）.
4. ↑  . 104人力銀行.   [2018-06-16]. （原始内容存档于2018-06-21）.

## 外部連結
- 元成工業股份有限公司官方網站 （页面存档备份，存于）